# Říka
Die Říka, am Oberlauf Nevšovka, ist ein rechter Nebenfluss der Vlára in Tschechien.

## Geographie
Die Nevšovka entspringt im Norden der Weißen Karpaten. Ihre Quelle befindet sich am westlichen Fuße des Hušť (535 m) in der Ansiedlung Řezníček. Ihr Oberlauf führt zunächst in südliche Richtung vorbei an Lazy und durch Nevšová. Danach wendet sich der Bach nach Südosten und fließt durch die Stadt Slavičín, von wo er Říka genannt wird. Ab dem Schloss Hrádek na Vlárské dráze führt der Lauf der Říka in nördliche Richtung. Sie durchfließt Divnice und wendet sich letztlich nach Osten, wo sie zwischen der Ansiedlung U Vaculíků und der Bahnstation Bohuslavice nad Vláří in die Vlára mündet.
Die Říka hat eine Länge von 13,8 Kilometern. Ihr Einzugsgebiet umfasst 38,9 km².
Am Unterlauf des Flusses führt von Divnice bis zur Mündung die Wlarabahn durch das Tal.

## Zuflüsse
- Lukšinka (l), Slavičín
- Lipovský potok (l), Slavičín